# 泰安鄉
泰安鄉（臺灣客家語四縣腔：tai onˊ hiongˊ；汶水泰雅語：Taian），舊稱「大安」，位於臺灣苗栗縣東南部，是苗栗縣唯一的山地鄉。北鄰南鄉、新竹縣五峰鄉，東接新竹縣尖石鄉，南臨臺中市和平區，西與卓蘭鎮、大湖鄉、獅潭鄉相鄰，為苗栗縣面積最大、人口密度最低的行政區，其面積約佔全縣的三分之一。族群主要以臺灣原住民族的泰雅族及漢人中的客家人。由於泰安鄉溫泉產業豐盛，素有「泰安溫泉鄉」雅號。

## 歷史
泰安鄉舊稱「大安」，係由於該鄉為大安溪的發源地。日治時期，泰安鄉境內各部落皆屬於新竹州大湖郡蕃地。1947年，該鄉正式成立，初期稱為「大安鄉」，而由於鄉名與臺中縣大安鄉（今臺中市大安區）重複，因此申請改名。1954年，取其諧音及「國泰民安」之意，改稱「泰安鄉」。

## 地理

### 位置
泰安鄉位於苗栗縣東南部，轄區深入雪山山脈，東面及東北面與新竹縣尖石鄉、五峰鄉接壤，東南方和南方與臺中市和平區為鄰，西鄰獅潭鄉、大湖鄉和卓蘭鎮。

### 水文
本鄉主要的河川為大安溪、汶水溪以及大湖溪，汶水溪發源於泰安鄉梅園村標高2,618公尺的鹿場大山西南山谷，爾後匯集源自東洗水山的支流東洗水溪後轉向西，於汶水與大湖溪匯集。大安溪發源於雪山山脈之大霸尖山西側，向西流至東陽山北麓與支流馬達拉溪會合後，始稱大安溪，流經雪見、大安、象鼻部落、士林部落後，形成苗栗縣、臺中市交界。

### 氣候
本鄉氣候屬於亞熱帶，溫和多雨，雨量由海岸向山區遞減，雨季主要在5月至9月。

### 人口
根據苗栗縣政府民政處及內政部戶政司統計，2024年底泰安鄉戶數約2千戶，人口約5.5千人，人口密度每平方公里約9人，是苗栗縣人口密度最低的行政區，在全國所有鄉鎮市區中，人口密度居全國倒數第七。鄉內人口最多與最少的村分別是錦水村與八卦村，2024年底兩村人口分別為1,122人與368人。泰安鄉與苗栗縣其他地區相同，面臨人口老化與少子化的問題，但仍屬縣內人口老化問題相對輕微的地區，2024年底時，泰安鄉0至14歲人口有9.65%，15至64歲人口是72.49%，65歲以上人口為17.86%，其中青壯年人口佔比是苗栗縣最高。

## 政治

### 歷任首長
| 屆次 | 姓名   | 備註     |
| ---- | ------ | -------- |
| 1    | 馮玉文 |          |
| 2    | 簡文彬 |          |
| 3    | 簡文彬 |          |
| 4    | 林田章 |          |
| 5    | 林田章 |          |
| 6    | 柯正雄 |          |
| 7    | 柯正雄 |          |
| 8    | 高文傳 |          |
| 9    | 高文傳 |          |
| 10   | 柯正雄 |          |
| 11   | 黃天才 | 任內過世 |
| 11   | 黃見德 | 補選上任 |
| 12   | 黃見德 |          |
| 13   | 黃津   |          |
| 14   | 黃津   | 因案停職 |
| 14   | 林正豐 | 代理     |
| 14   | 柯武勇 | 代理     |
| 15   | 柯武勇 |          |
| 16   | 柯武勇 |          |
| 17   | 劉美蘭 |          |
| 18   | 劉美蘭 |          |
| 19   | 陳吉基 | 現任     |

### 鄉政組織

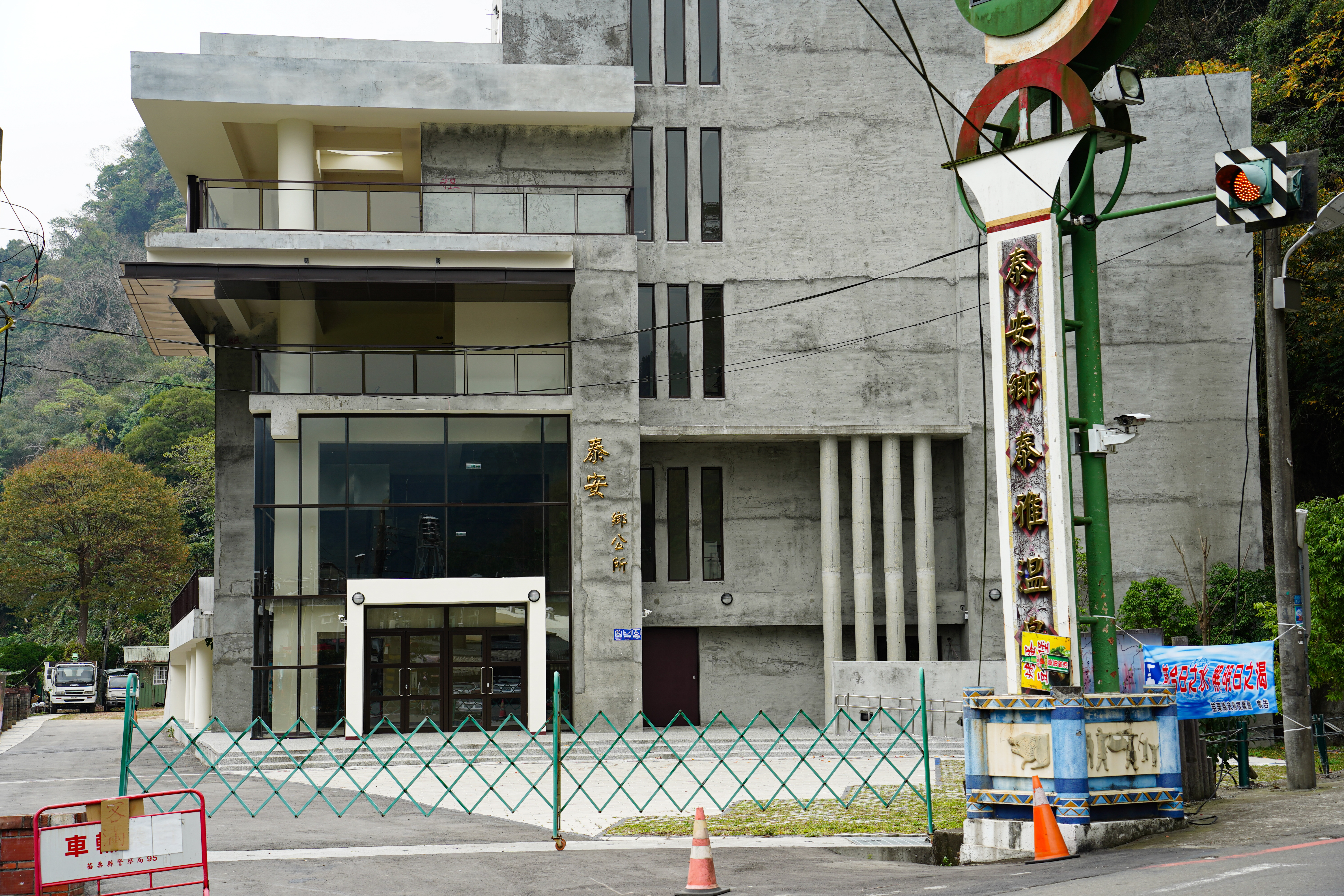
泰安鄉公所

泰安鄉公所是泰安鄉最高層級的地方行政機關，在中華民國政府架構中為鄉自治的行政機關，同時負責執行縣政府及中央機關委辦事項，泰安鄉的自治監督機關為苗栗縣政府。鄉長由全體鄉民直接選舉產生，任期為四年，可連選連任一次。泰安鄉公所並置鄉政會議，為鄉政最高決策機構，在鄉長之下，設有4課4室等8個內部單位及2個附屬機關。
泰安鄉民代表會是泰安鄉的最高民意機關，代表泰安鄉全體鄉民立法和監察鄉政。鄉民代表由公民直選選出，任期為四年，可連選連任。泰安鄉民代表會共有7位鄉民代表，分別為第一選區2席鄉民代表、第二選區3席鄉民代表、第三選區2席鄉民代表，主席、副主席由7位鄉民代表互選產生。

### 行政區劃
以下列出的「村」屬於行政區劃，因此村內可能有數個部落。括號內皆為泰雅語名稱。
- 八卦村：
  - 八卦部落（Pakwari，八卦力）
- 錦水村：
  - 砂埔鹿部落（Quwis awi'）
  - 圓墩部落（Tabilas，打必歷）
  - 龍山部落（Swasiq，斯瓦細格）
- 清安村：
  - 洗水坑
  - 大坪部落（Mabatuan，馬都安）
- 大興村：
  - 榮安部落（Matabalay，他巴來）
  - 南灣部落（Galihwan，加里灣）
- 中興村：
  - 中興部落（Sakuhan，細道邦）
  - 新興部落（Maibagah，司馬限）
- 梅園村：
  - 梅園部落（Maylubung，麥路豐）
  - 天狗部落（B'anux，盡尾）
- 象鼻村：
  - 大安部落（Maytayax，魯繃）
  - 永安部落（Mapihaw，麻必浩）

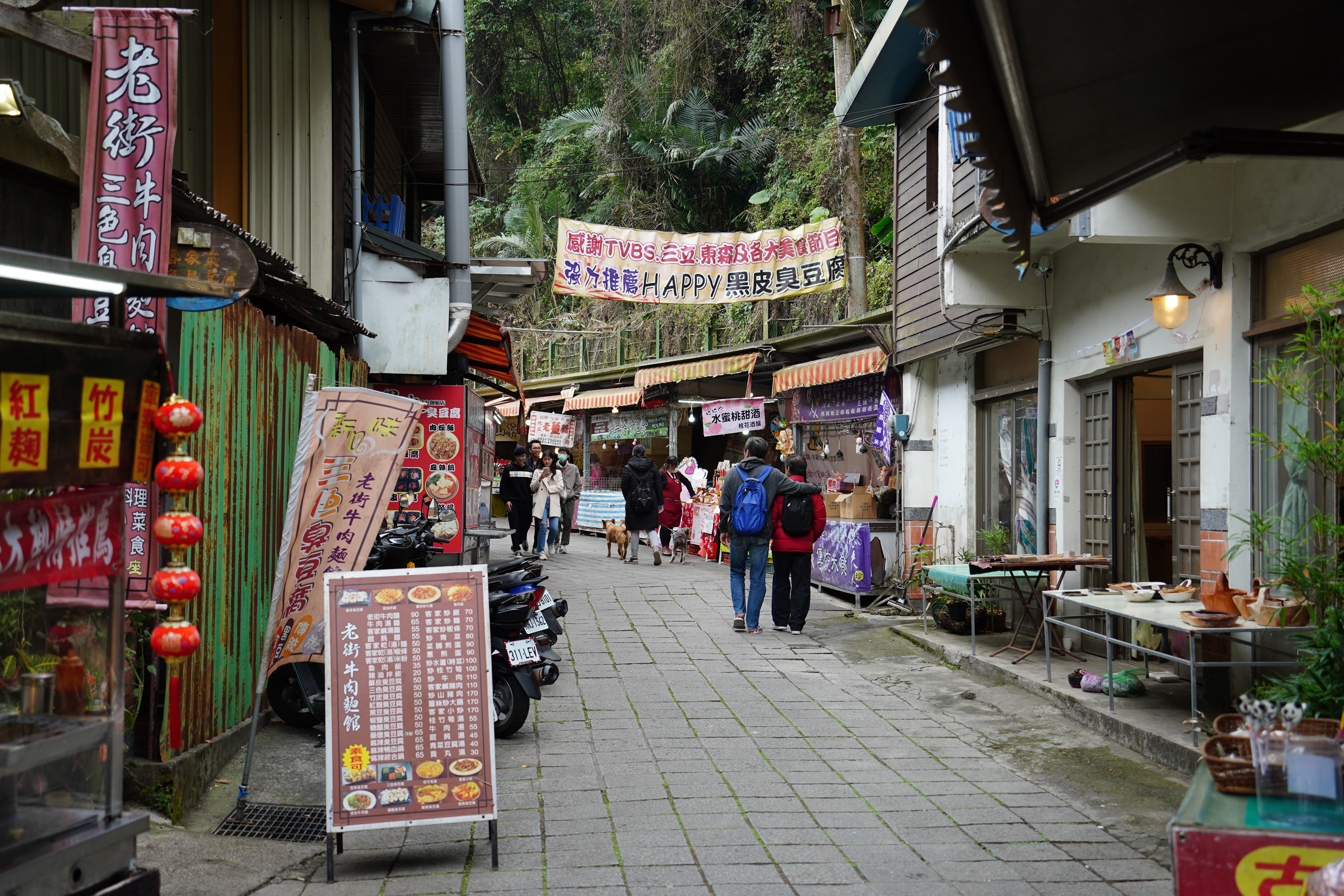
洗水坑

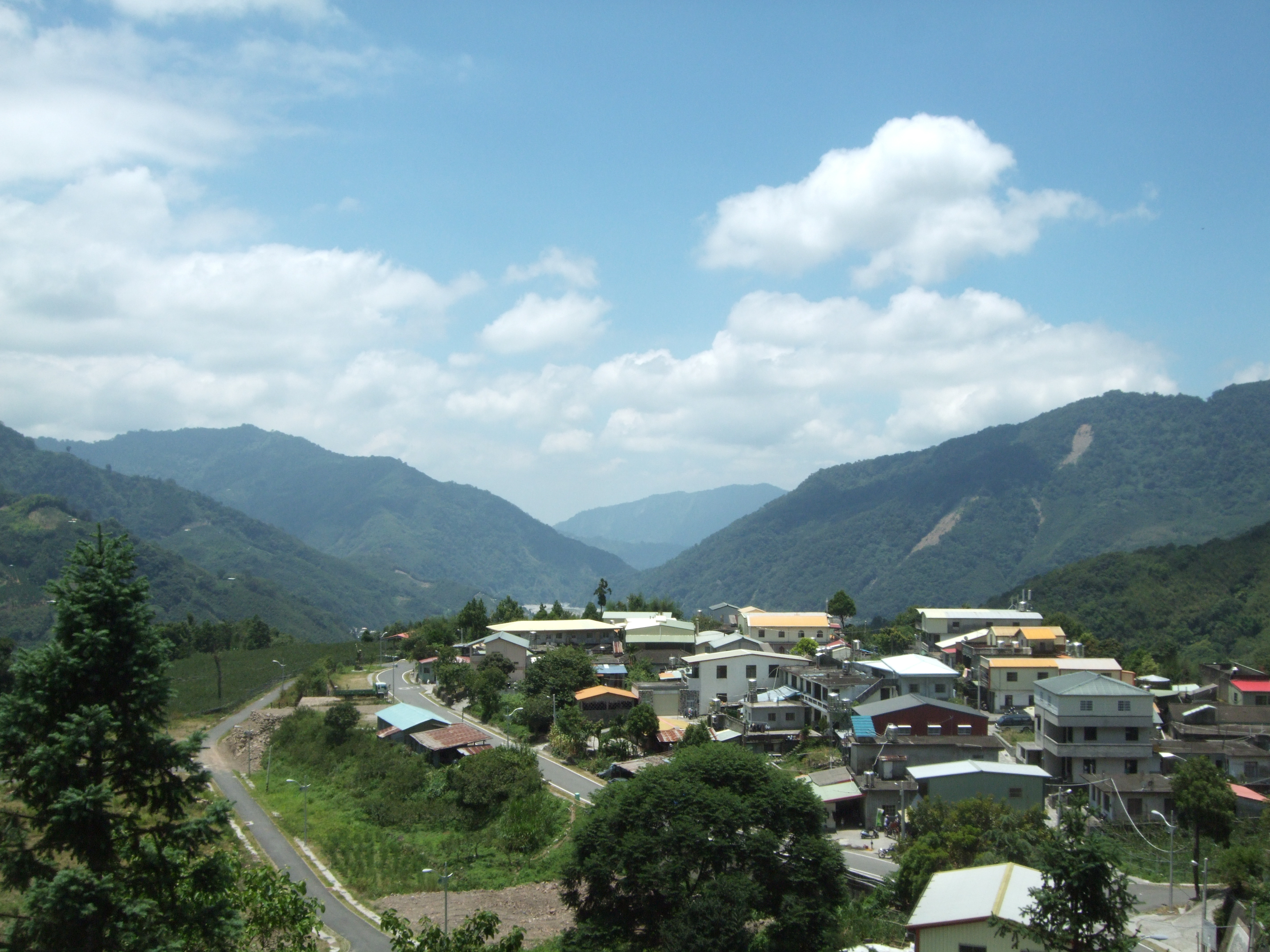
天狗部落

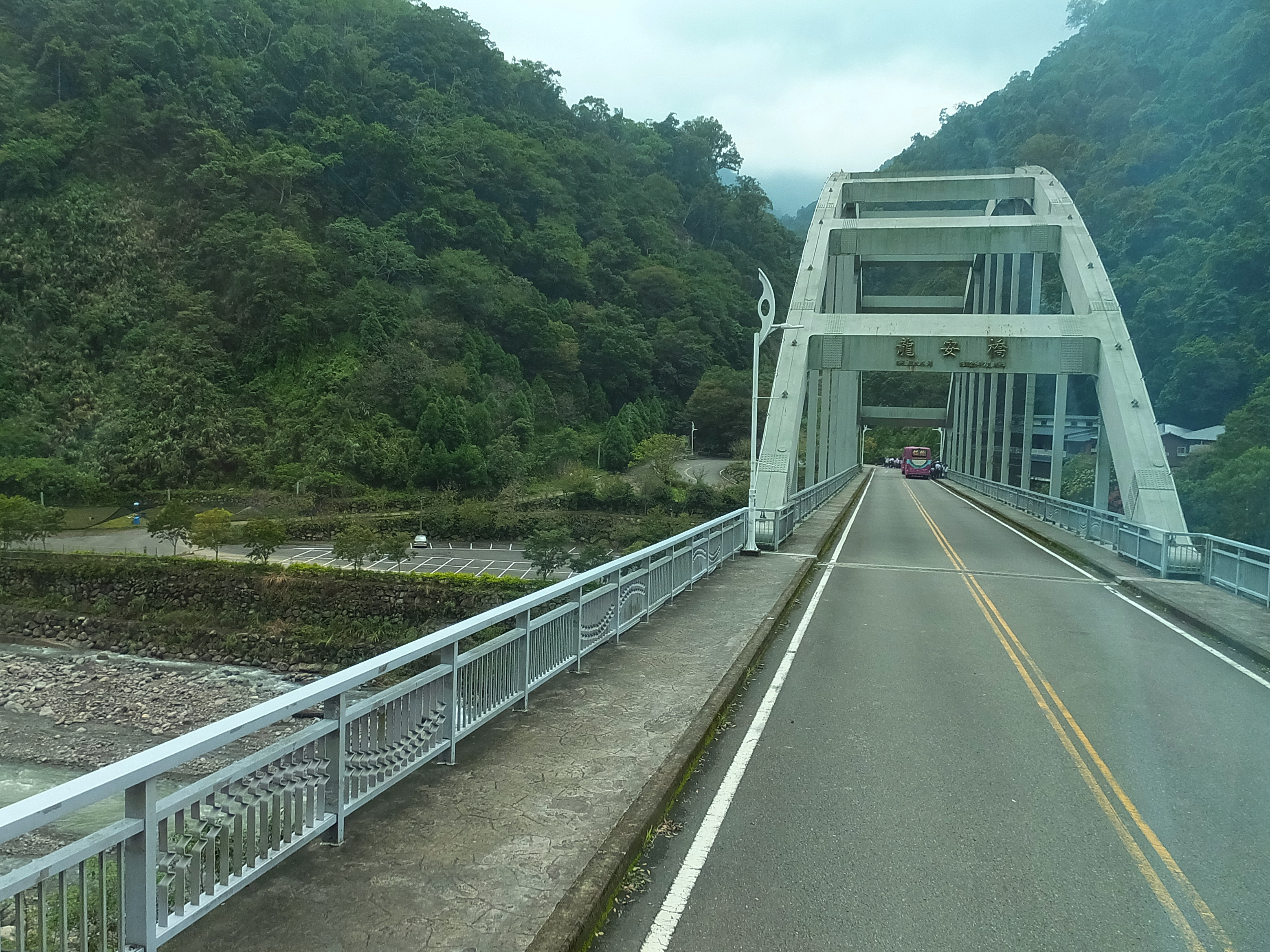
龍安橋

  - 象鼻部落（Temubawnay，得木巫乃）
- 士林村：
  - 士林部落（Malapang，馬那邦）
  - 蘇魯部落（Suru）

| 泰安鄉行政區劃                                               |
| 八卦村 錦 水 村 清安村 大興村 中興村 象鼻村 士林 村 梅 園 村 |

## 教育

### 圖書館
- 苗栗縣泰安鄉立圖書館

### 國民中小學
- 苗栗縣立泰安國民中小學

### 國民小學
- 苗栗縣泰安鄉清安國民小學
- 苗栗縣泰安鄉士林國民小學
- 苗栗縣泰安鄉象鼻國民小學
- 苗栗縣泰安鄉泰興國民小學
- 苗栗縣泰安鄉汶水國民小學
  - 八卦分班
- 苗栗縣泰安鄉梅園國民小學

## 交通

### 公路
- 苗61線：大湖鄉市區－細道邦－天狗－泰安鄉東崎道路
  - 東崎道路（東崎路二段）：泰安鄉－臺中市和平區－臺中市東勢區
- 苗62線：大湖鄉－泰安鄉
- 苗63線：獅潭鄉八角林－十一份四－泰安鄉洗水坑
- 苗64線：獅潭鄉八角林－八卦力－泰安鄉砂埔鹿

### 公車客運

#### 台中市公車
| 路線號碼 | 營運區間     | 營運業者 | 備註 |
| -------- | ------------ | -------- | ---- |
| 253      | 東勢－士林村 | 豐原客運 |      |

#### 客運
- 亦捷科際中興線：5661 大湖－中興
- 金牌客運台灣好行觀霧線

#### 鄉營社區巴士
- 南三村線：卓蘭<==>天狗（經士林，象鼻，梅園，天狗）
- 北五線（需預約）

## 旅遊
- 象鼻部落
  - 泰雅染織文化園區
- 泰安文物陳列館
- 士林部落：須從卓蘭鎮沿著大安溪河畔旁的公路進入，先到臺中市的達觀部落，過了士林水壩就到達士林部落，此部落的路標標示牌是以山豬的圖騰為之。村口是馬拉邦山的舊登山口。
- 梅園部落
- 清安部落（泰安市區）
  - 洗水坑豆腐街：又名清安豆腐街、清安老街，位於泰安市區。
- 泰安溫泉
  - 泰安警光山莊
  - 上島山
- 雪霸國家公園：雪見遊憩區、觀霧遊憩區。
- 虎山溫泉
- 橫龍古道
- 馬拉邦山
- 水雲瀑布
- 般若凈寺

## 特產
- 溫泉、甜柿、小米酒、土雞、桂竹筍。
- 桃、李、火龍果、生薑、番茄。

## 國際交流
2012年5月1日，泰安乡与中华人民共和国云南省临沧市沧源佤族自治县勐董镇签订友好合作协议，缔结为友好乡镇。

## 外部連結
- 苗栗縣泰安鄉公所全球資訊網（繁體中文）（页面存档备份，存于）
- 泰安鄉公所的Facebook專頁（繁體中文）
- YouTube上的苗栗縣泰安鄉公所頻道（繁體中文）